# AMD FireStream
ATI Stream Technology (раніше ATI FireStream і AMD Stream Processor) — прикладний програмний інтерфейс (API) з відкритим початковим кодом, який дає змогу розробникам використовувати обчислювальні можливості графічного процесора. Він надає можливість використання шейдерів графічного процесора для запуску обчислювальних програм. Інтерфейс програмування здійснюється через OpenCL. Це дозволяє прискорити обчислення, і може бути використано, зокрема, в ігровій сфері, для прискорення розрахунків фізики, якщо рушій фізики підтримує OpenCL.
Галузями застосування ATI Stream є також застосунки, вимогливі щодо обчислювальних ресурсів, такі, як фінансовий аналіз або обробка сейсмічних даних. Використання потокового процесора дозволило збільшити швидкість деяких фінансових розрахунків у 55 разів, порівняно з розв'язуванням тієї ж задачі силами тільки центрального процесора.